# Turó Cremat
El Turó Cremat és una muntanya de 244 metres que es troba al municipi de la Roca del Vallès, a la comarca del Vallès Oriental.